# نبيل مجاهيد
 نبيل مجاهيد  (بالفرنسية: Nabil Medjahed)‏ (1977 الجزائر) هو لاعب كرة قدم جزائري.